# El acto en cuestión
El acto en cuestión es una película argentina-holandesa filmada en blanco y negro, dirigida por Alejandro Agresti sobre su propio guion y según su novela homónima. Es protagonizada por Carlos Roffe, Lorenzo Quinteros, Sergio Poves Campos, Mirta Busnelli y Natalia Alonso Casale.
Fue estrenada originalmente en mayo de 1993 en la sección Un certain regard del Festival de Cannes y exhibida al año siguiente en Holanda y otros países de Europa. En Argentina se vio en 1996 en la Sala Lugones del Teatro General San Martín para una muestra retrospectiva del director y finalmente tuvo su estreno comercial en el país en copia remasterizada el  30 de abril de 2015.

## Sinopsis
Miguel Quiroga vive en un conventillo junto a su novia Azucena y tiene el hábito de  robar cada día un libro usado de los más diversos temas. Hasta que en una oportunidad aprende en uno de ellos un truco de magia con el que hace desaparecer primero objetos y luego personas. Quiroga consigue entonces un representante e inicia un viaje por Europa, donde el truco tiene mucho éxito.

## Reparto
- Carlos Roffe …Miguel Quiroga
- Lorenzo Quinteros …Rogelio
- Sergio Poves Campos …Amilcar Liguori
- Mirta Busnelli …Azucena
- Natalia Alonso Casale …Sylvie
- Daniel Burzaco …Natalio
- Guido Lauwaert …Mudito
- Toone De Cooman …Quiroga joven
- Pepe Dizzy …Periodista
- Franco Togni …Mago asistente
- Giuseppe Sordi …Librero
- Merel Notten …Mujer parque
- Anne Marie de Brauw …Escritora
- Luc de Sterk …Profesor Violín
- John Bramble …Fotógrafo parque
- Jean-Pierre de Bruyne …Padre adoptivo
- Suzanna de Bruyne …Madre adoptiva
- Michael Manicardi …Padre
- Rosita de Clerck …Madre

## Producción
La película  está basada en la novela homónima escrita por Agresti cuando tenía 19 años; contaba Agresti que la historia surgió “de una cosita simple”: un volante de publicidad con la foto de un hombre con galera y guantes blancos que anunciaba: “Mago: Animación Fiestas Infantiles” que vio un día que llovía cuando se lo llevaba flotando el agua de la vereda y agregó: 

”Y esa imagen con la lluvia me dio nostalgia y supuse que hubiera sido un gran mago que se lo llevaba el agua y no lo iba a conocer nadie. Eso fue lo que me disparó. Después, como todo, vas hilvanando y sobre todo en una estructura, como tienen la película y la novela, encontré ideas que fui conectando”.

Se filmó en Múnich (Alemania), Karlovy Vary y Praga (República Checa), Budapest (Hungría), Sofía (Bulgaria), Bolonia (Italia, París (Francia), Róterdam (Países Bajos), Ghent (Bélgica) y Rumania.
Entre las piezas musicales incluidas se encuentra el vals La pulpera de Santa Lucía.

## Premios y nominaciones
- Fue seleccionada como candidata al Premio al Mejor Filme de Fantasía en el Festival Fantasporto 1994
- Wilbert Van Dorp fue galardonado con el Premio a la Mejor Escenografía por esta película en el Festival de La Habana de 1994.
- En el  Festival de Cine de Sitges de 1993 Alejandro Agresti recibió el premio de la Asociación de escritores y críticos catalanes y el filme fue seleccionado como candidato a la Mejor Película.

## Crítica/Comentarios
Horacio Bilbao en Clarín dijo: 

« Mérito de Alejandro Agresti, de la hipocresía argentina, o de las leyes de oferta y demanda que siempre beatifican lo que nos falta, El acto en cuestión debe ser el clásico del cine argentino que menos gente vio…. la película tiene sello holandés. Se filmó con actores argentinos, pero íntegramente en Europa….Son juegos que Agresti se permite, como usar la palabra desaparecer, reorientando la tragedia argentina. El todopoderoso mago falla con un niño búlgaro, dos años desaparecido está el pibe, y le gritan de todo a Quiroga en tono cómico, metafórico, y también directo: “aparición con vida” le dicen….Es desopilante, interpeladora y nostálgica la historia de este personaje y sus miserias. Desafío para espectadores y críticos formateados.Vemos a Roffé, a Lorenzo Quinteros y son actores de otra época, pero el cuentito no. Desaparecer, salvarse, dominar, tener minas, fama, son más que ilusiones ahora, acá, y en muchos otros lugares. Da para tomarlo con humor, pero de ninguna manera es joda. ¿O sí?.»

Luciana Azul Calcagno y Griselda Soriano Barea dijeron: 

« Para Agresti…los nefastos episodios de nuestra historia reciente siguen mereciendo una reflexión constante; sólo que no parece haber relato totalizador capaz de dar cuenta de ellos, ni es posible abordarlos siempre con los mismos viejos recursos. Puesto que, como dice uno de los personajes de la película, “esto de desaparecer no es nada; la gran joda es el olvido”, es preciso seguir hablando para no olvidar. Pero agotada ya la solemnidad con la que el cine argentino de la década del ochenta abordó el tema, es necesario encontrar nuevas formas (formas acordes con un nuevo contexto no sólo sociopolítico sino también estético) para un contenido que -como todo contenido traumático- siempre se nos escapa y siempre vuelve. Porque de lo contrario corremos el riesgo de automatizarlo y con ello volverlo imperceptible y, en definitiva, silenciarlo. …A través del uso de procedimientos y estrategias propias de una estética posmoderna (la intertextualidad, la autorreferencialidad, el pastiche y –algo impensado para un tema como este- la ironía y el humor), Agresti logra replantear una de las problemáticas centrales para la sociedad argentina, y lo hace a partir de un abordaje a la vez inédito y contemporáneo. Creemos que esto responde a esa pregunta siempre latente cuando se habla de posmodernidad: ¿puede una obra posmoderna ser crítica y política? Por supuesto, en la medida en que, ayudando a deconstruir formas y significados ya esclerosados por la repetición, sus elecciones estéticas son también una toma de posición crítica por excelencia con respecto al cine y al modo en que se relaciona con la historia..»

Roger Koza en La Voz del Interior opinó: 

«…película extraordinaria, de una desmesura inusual para el cine argentino de nuestro tiempo, cuyos efectos especiales, fraguados en la sintaxis del cine, acaso un prodigio de puesta en escena, compiten con el ingenio del software que hace volar a los superhéroes o permite observar autos que traspasan edificios en el aire. La imaginación en El acto en cuestión se libera como pocas veces se ve en el cine, pero su genialidad proviene del gesto creativo de un Méliès y no tanto de los herederos de George Lucas, que en la digitalización reconocieron el despegue total del cine respecto de lo real….No debe existir película más porteña que El acto en cuestión, obra que destila un amor por Buenos Aires y patentiza una forma de ser. Quiroga podría ser estigmatizado como el típico chanta (argentino), pero sería injusto circunscribirlo en esa descripción. Las referencias del filme van de Borges a Arlt y cuanta cosa se pueda pensar de la cultura porteña. »